# Station Brzeziny Śląskie
Station Brzeziny Śląskie is een spoorwegstation in de Poolse plaats Piekary Śląskie-Brzeziny Śląskie.